# 도안 리쓰
도안 리츠(일본어: 堂安 律, 1998년 6월 16일~)는 일본의 축구 선수로 현재 독일 분데스리가의 아인트라흐트 프랑크푸르트에서 윙어로 뛰고 있다.

## 구단 경력
그는 2015년 J1리그의 감바 오사카에 입단했다. 2017년 FC 흐로닝언로 이적했다. 2019년까지 63경기에 출전하여, 15득점을 넣었다. 2019년 PSV 에인트호번로 이적했다. 2020년부터 2021년까지 아르미니아 빌레펠트에서 뛰었다. 2022년 SC 프라이부르크로 이적했다.

## 국가대표팀 경력
그는 2017년 FIFA U-20 월드컵에 참가할 일본 U-20 국가대표팀에 발탁되었으며, 4경기에 출전, 3득점을 넣었다.
2018년 9월 11일 코스타리카과의 경기에서 일본 국가대표팀에 데뷔했다. 2019년 AFC 아시안컵에 출전, 준우승에 기여했다.
2020년 하계 올림픽에 참가할 일본 U-23 국가대표팀에 발탁되었으며, 6경기에 출전, 1득점을 넣어서, 4강 진출에 기여했다.
2022년 FIFA 월드컵 국가대표팀에 포함되었다. 조별 리그 독일와의 경기과 스페인와의 경기에서는 동점골을 넣어서 역전승, 16강 진출에 기여했다.

## 통계
| 일본 | 일본 | 일본 |
| 연도 | 출전 | 득점 |
| ---- | ---- | ---- |
| 2018 | 5    | 1    |
| 2019 | 13   | 2    |
| 2020 | 2    | 0    |
| 2021 | 1    | 0    |
| 2022 | 12   | 2    |
| 2023 | 8    | 2    |
| 2024 | 14   | 3    |
| 통산 | 55   | 10   |